# Schwerdorff
Schwerdorff est une commune française située dans le département de la Moselle, en région Grand Est.

## Géographie

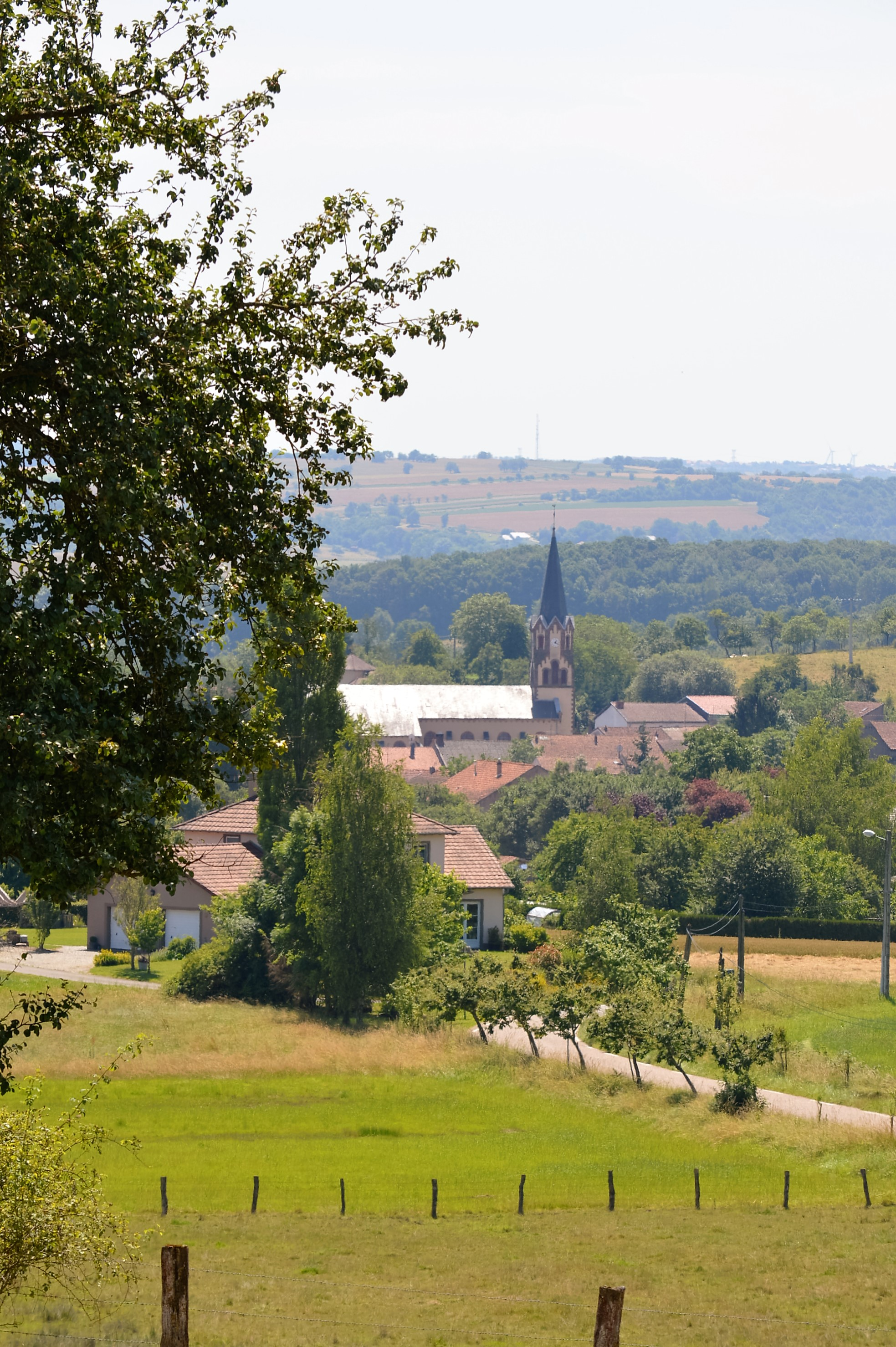
Vue d'ensemble.

### Localisation
Les trois quarts du périmètre communal de Schwerdorff sont limitrophes de l'Allemagne dont les premiers villages ne sont distants que d'un ou deux kilomètres. Le village est à 25 km de la ville de Schengen au Luxembourg.

### Communes limitrophes
|                                     |             |                                 |
| Flastroff                           | Schwerdorff | Rehlingen-Siersburg (Allemagne) |
| Colmen, Neunkirchen-lès-Bouzonville |             |                                 |

### Hydrographie
La commune est située dans le bassin versant du Rhin au sein du bassin Rhin-Meuse. Elle est drainée par la Nied, le ruisseau de Diersdorff, le ruisseau de Waldwisse et le ruisseau l'Eschbach.
Le village est traversé par un minuscule ru qui recueille les eaux de ruissellement et qui est généralement à sec en été. Au niveau du pont qui relie Schwerdorff à son annexe d'Otzwiller, ce ru se jette ensuite dans le ruisseau de Diersdorff qui prend sa source au Pehlinger Hof (ferme allemande) et marque la frontière franco allemande à cet endroit. Le ruisseau de Diersdorff se jette ensuite dans la Nied au lieu-dit Grafenthal. Un autre ruisseau, ruisseau d'Eschbach, dont la source se trouve également en Allemagne à Oberesch suit la limite de commune Schwerdorff / Flastroff sur 1 km environ, se jette dans le ruisseau de Helten qui rejoint ensuite la Rémelbach pour rejoindre la Nied à Niedaltdorf (D).
La Nied constitue également la frontière entre le ban de Schwerdorff et l'Allemagne. D'une longueur totale de 96,7 km, elle prend sa source dans la commune de Marthille, traverse 47 communes françaises, puis poursuit son cours en Allemagne où elle se jette dans la Sarre.

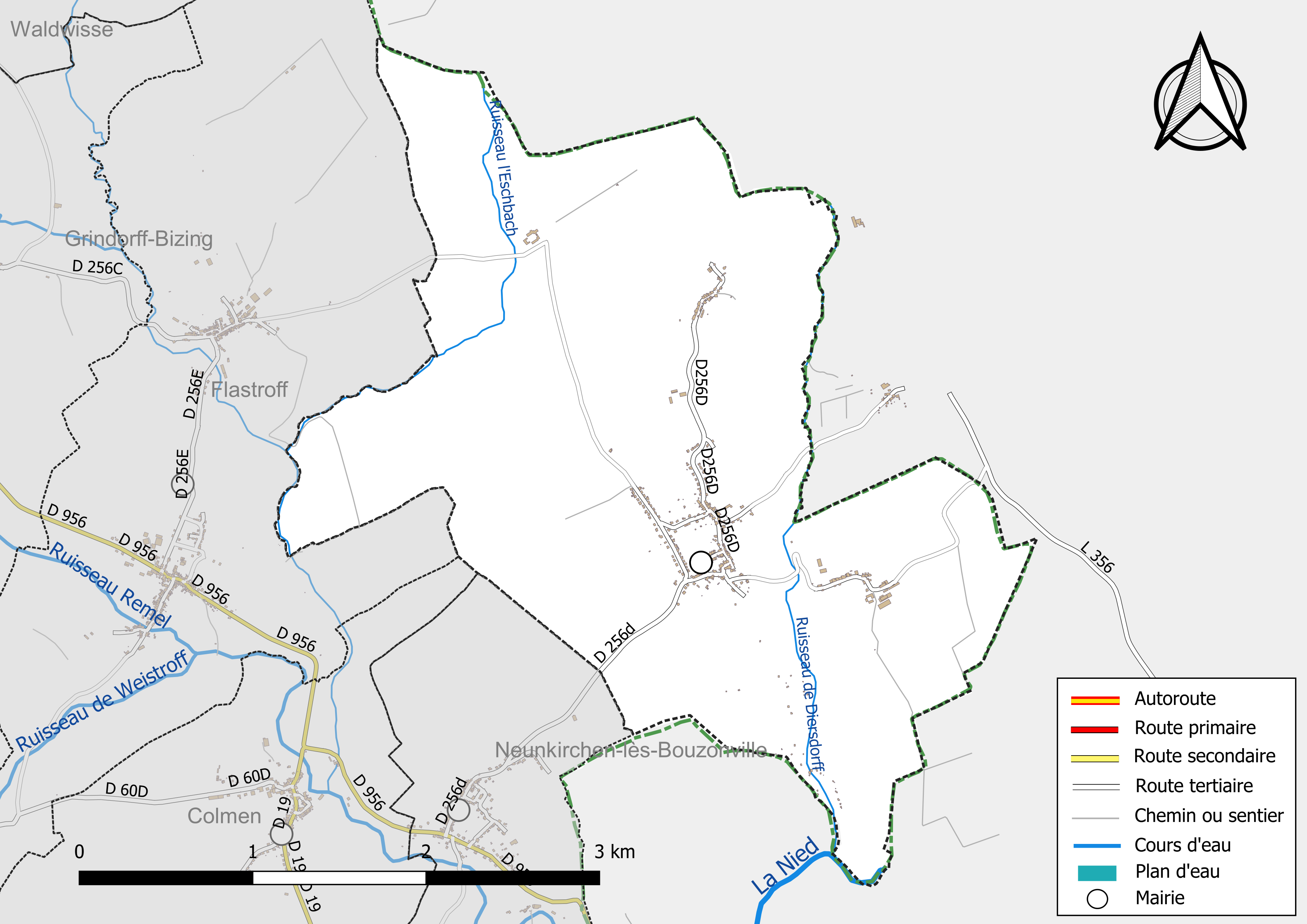
Réseaux hydrographique et routier de Schwerdorff.

La qualité des eaux des principaux cours d’eau de la commune, notamment de la Nied, peut être consultée sur un site dédié géré par les agences de l’eau et l’Agence française pour la biodiversité.

### Climat
Pour des articles plus généraux, voir Climat du Grand Est et Climat de la Moselle.
En 2010, le climat de la commune est de type climat des marges montargnardes, selon une étude du Centre national de la recherche scientifique s'appuyant sur une série de données couvrant la période 1971-2000. En 2020, Météo-France publie une typologie des climats de la France métropolitaine dans laquelle la commune est exposée à un climat semi-continental et est dans la région climatique Lorraine, plateau de Langres, Morvan, caractérisée par un hiver rude (1,5 °C), des vents modérés et des brouillards fréquents en automne et hiver.
Pour la période 1971-2000, la température annuelle moyenne est de 9,6 °C, avec une amplitude thermique annuelle de 16,7 °C. Le cumul annuel moyen de précipitations est de 861 mm, avec 12,5 jours de précipitations en janvier et 9,2 jours en juillet. Pour la période 1991-2020, la température moyenne annuelle observée sur la station météorologique de Météo-France la plus proche, « Malancourt », sur la commune d'Amnéville à 33 km à vol d'oiseau, est de 10,2 °C et le cumul annuel moyen de précipitations est de 884,1 mm. 
La température maximale relevée sur cette station est de 39,3 °C, atteinte le 25 juillet 2019 ; la température minimale est de −17,9 °C, atteinte le 5 janvier 1985,,.
Les paramètres climatiques de la commune ont été estimés pour le milieu du siècle (2041-2070) selon différents scénarios d'émission de gaz à effet de serre à partir des nouvelles projections climatiques de référence DRIAS-2020. Ils sont consultables sur un site dédié publié par Météo-France en novembre 2022.

### Paysages, milieux naturels et biodiversité
Le long de la Nied (Grafenthal) a été créée une zone protégée, interdite aux engins à moteurs et aux campeurs, essentiellement constituée de prairie humide qui recèle de nombreuses espèces végétales et animales.

## Urbanisme

### Typologie
Au 1er janvier 2024, Schwerdorff est catégorisée commune rurale à habitat dispersé, selon la nouvelle grille communale de densité à sept niveaux définie par l'Insee en 2022.
Elle est située hors unité urbaine et hors attraction des villes,.

### Occupation des sols
L'occupation des sols de la commune, telle qu'elle ressort de la base de données européenne d’occupation biophysique des sols Corine Land Cover (CLC), est marquée par l'importance des territoires agricoles (87,7 % en 2018), en diminution par rapport à 1990 (91,2 %). La répartition détaillée en 2018 est la suivante : 
terres arables (65,4 %), zones agricoles hétérogènes (14,3 %), forêts (8,8 %), prairies (8,1 %), zones urbanisées (3,5 %). L'évolution de l’occupation des sols de la commune et de ses infrastructures peut être observée sur les différentes représentations cartographiques du territoire : la carte de Cassini (XVIIIe siècle), la carte d'état-major (1820-1866) et les cartes ou photos aériennes de l'IGN pour la période actuelle (1950 à aujourd'hui).

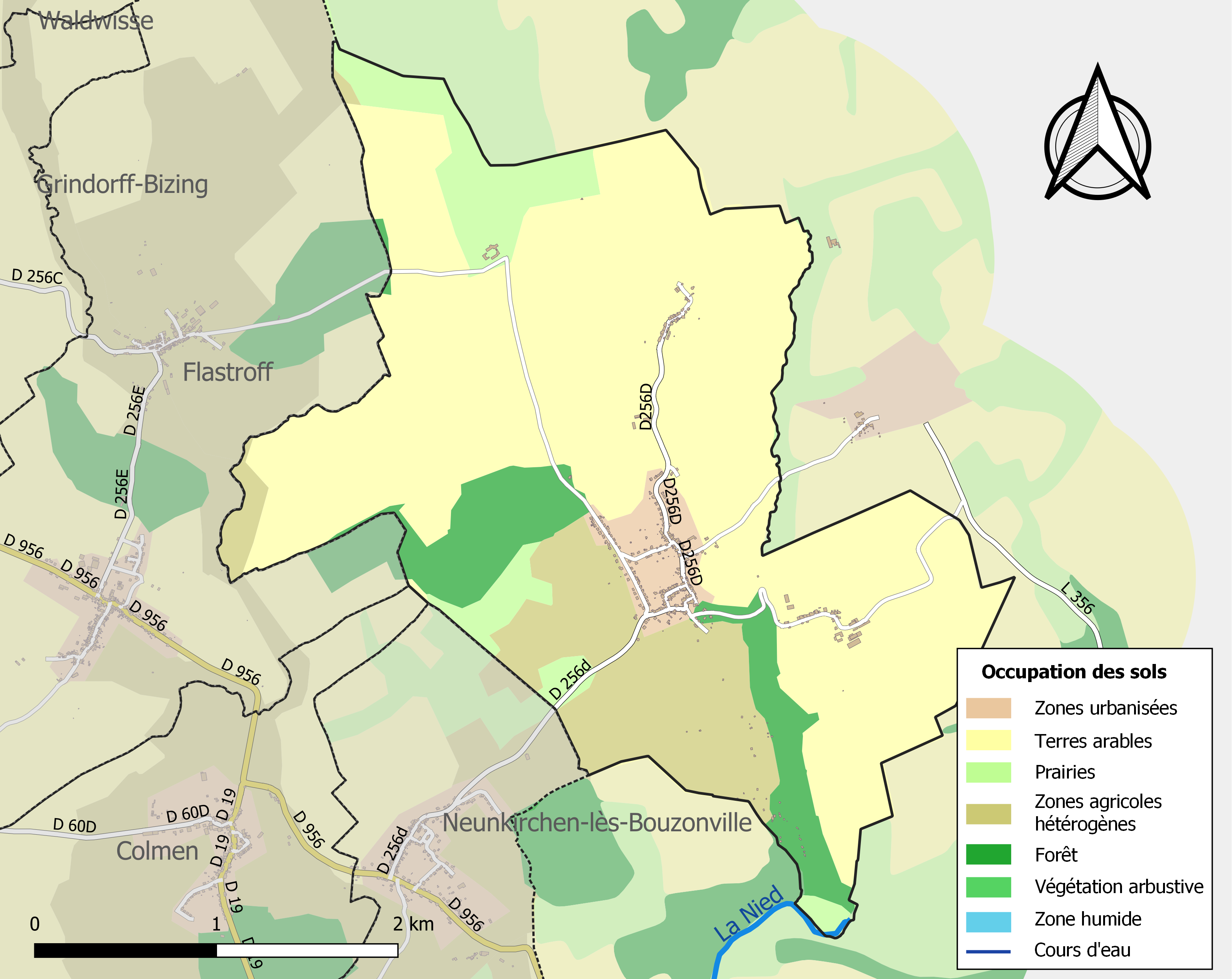
Carte des infrastructures et de l'occupation des sols de la commune en 2018 (CLC).

### Morphologie urbaine
La commune comprend le village de Schwerdorff, ainsi que quatre écarts : le hameau de Cottendorff au nord et celui d'Otzwiller à l'est, le moulin de Grafenthal et le château de Bourg-Esch. Une importante concentration de chalets de week-end s'est établie dans la vallée du Grafenthal sur le chemin menant à la Nied.

### Logement
En 2017, le nombre total de logements dans la commune était de 226, alors qu'il était de 167 en 1999.
Parmi ces logements, 89,1 % étaient des résidences principales, 5,3 % des résidences secondaires et 5,6 % des logements vacants. Ces logements étaient pour 90,4 % d'entre eux des maisons individuelles et pour 9,3 % des appartements
La proportion des résidences principales, propriétés de leurs occupants était de 84,2 %.

### Voies de communication et transports
Mise à part la route départementale qui mène vers Neunkirchen-lès-Bouzonville, les autres chemins, bien que praticables en voiture, ne sont que des voies étroites autrefois interdites en tant que passages vers l'Allemagne. Le pont de l’Amitié, ancien pont détruit au cours de la dernière guerre mondiale, mérite d'être signalé car il a ouvert un nouvel accès direct vers Fürweiler, depuis son rétablissement en 1998, en franchissant le ruisseau de Diersdorff.

## Toponymie
- Schwerdorff[14] : Sveredorf (956), Svervedorf (1145), Swerdorff (1471), Swedorff (1485), Schuerdorff (1594), Sverdorf (1681), Schuwerdorff 1756), Schwerdrof (1790), Schwerdorff (1793), Scheverendorf (1801), Schwerdorff (1992). Schweerdroff en francique lorrain, qui veut dire village lourd.
  - Surnom sur les habitants : Die Seckes (les perfides)[15].
- Cottendorff : Kottendrof en francique lorrain.
- Otzwiller[14] : Olsweiller (tabl. Par.), Otzweiler (dictionnaire Viville). Eutzweller et Outsweiler en francique lorrain.
- Bourg Esch[14] : Burg-Esch (1594), Bourguesch (1681), Burgesch (1681), Bourgesch (1686). Burg Esch en francique lorrain.

## Histoire

### Préhistoire et Antiquité
Avant la période romaine, la région de Schwerdorff est occupée par un peuple d'origine celte, les Trévires chez lesquels le pouvoir était alors détenu par des assemblées composées des chefs des principales familles.
L'autorité romaine s'installe après 58 av. J.-C. et perdure jusqu'en 233. Le site de Schwerdorff semble avoir été traversé par une route vicinale romaine de Trèves à Metz et passant par Bouzonville. Le marquis de Villers fait état de substructions romaines, de tuiles en 1819. On découvre une villa au nord-ouest du village en 1931 avec des fûts de colonnes, des tessons de céramique et autres objets anciens.

### Moyen Âge
Ensuite, la région est envahie à plusieurs reprises. En 496, Clovis Ier repousse les Alamans vers le Neckar et le Main à la suite de la bataille de Tolbiac. La région est alors intégrée au royaume franc et le restera jusqu'en 880, date à laquelle elle sera rattachée au Saint-Empire romain germanique sous Louis le Germanique qui reconnait la souveraineté de l'empereur Louis II, roi de Germanie. En 959, la Lotharingie est scindée en deux sous l'action de Brunon de Cologne : la haute et la basse Lotharingie. Schwerdorff fait partie de la Haute-Lotharingie dont les ducs successifs sont répertoriés dans la Liste des ducs de Lorraine.

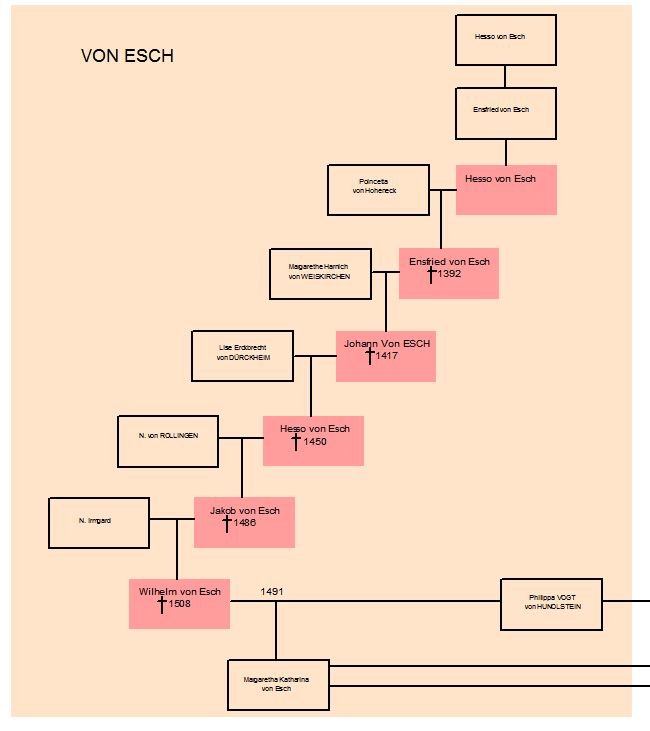
Généalogie Von Esch
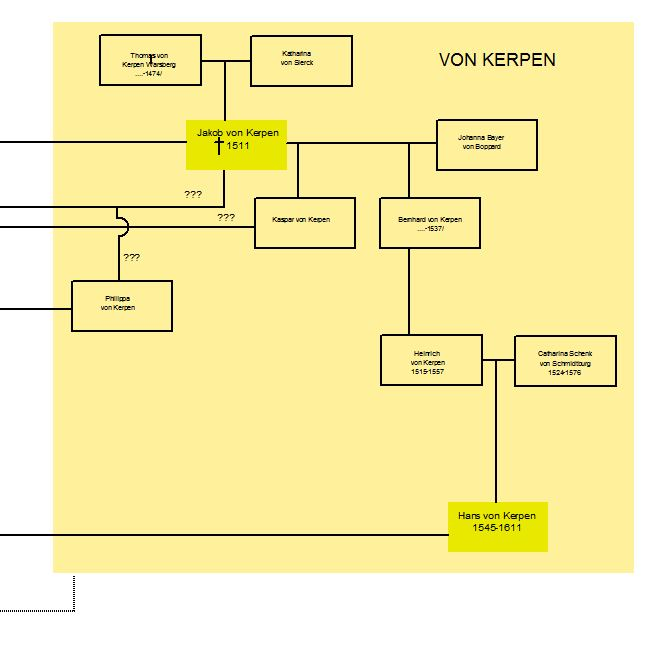
Généalogie Von Kerpen
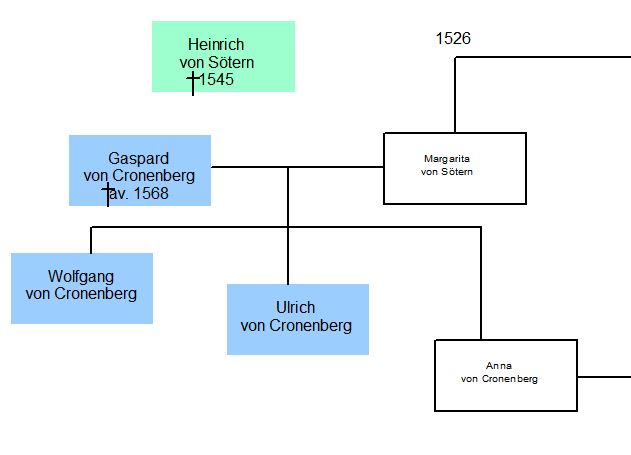
Généalogie Sötern / Von Cronenberg
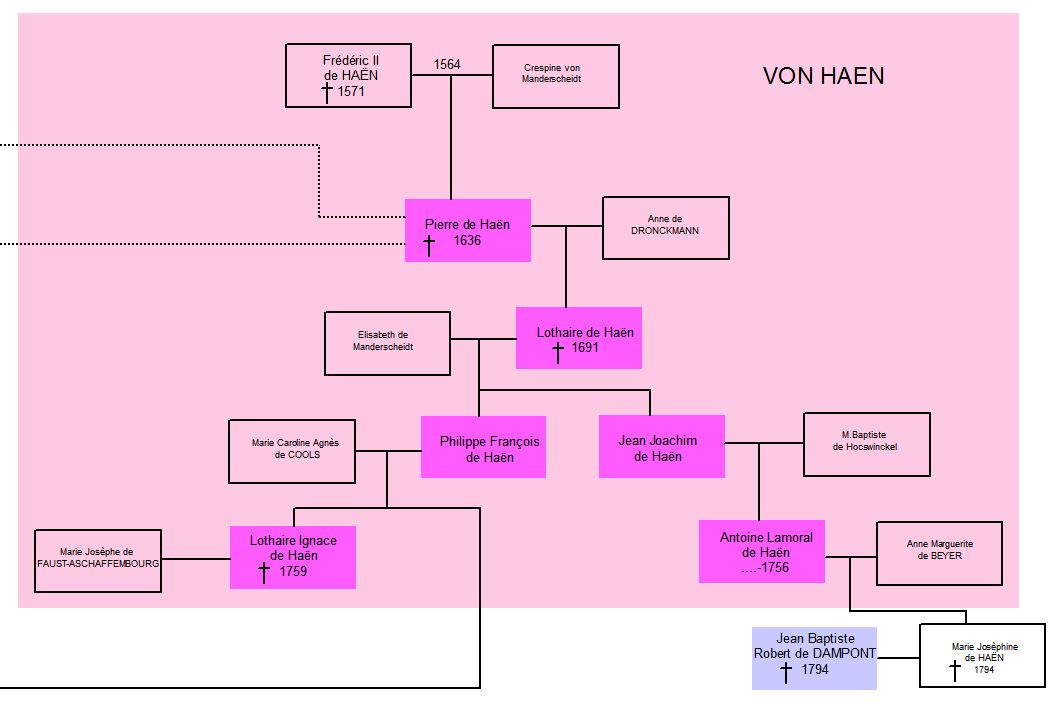
Généalogie Von Haen
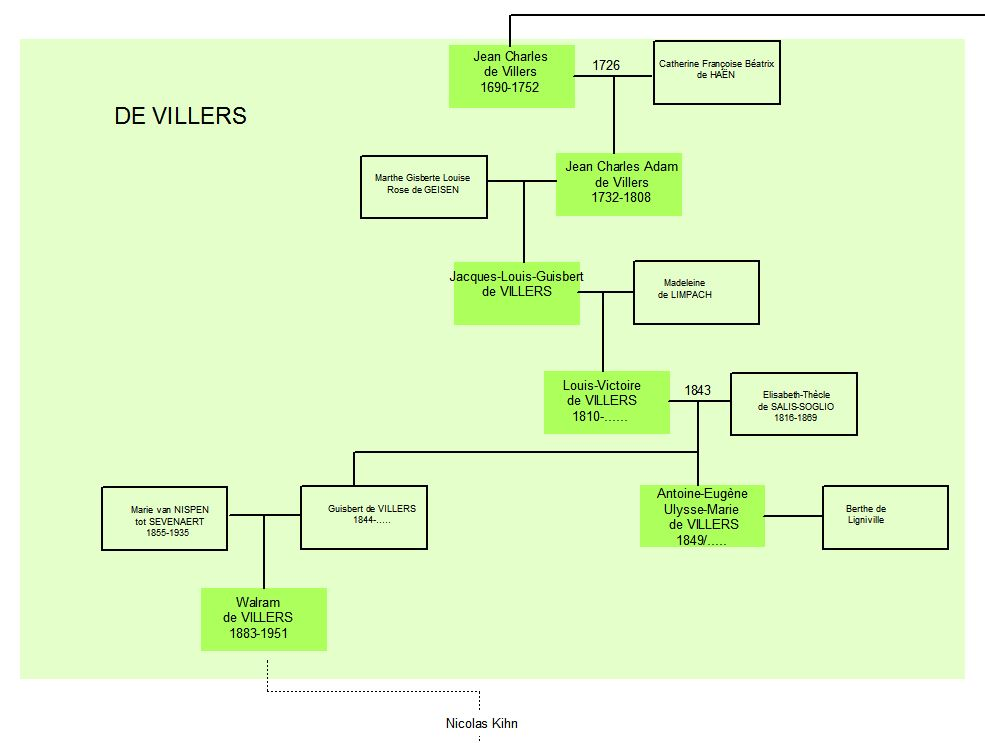
Généalogie De Villers

#### Seigneurs de Villers (Bourg Esch)

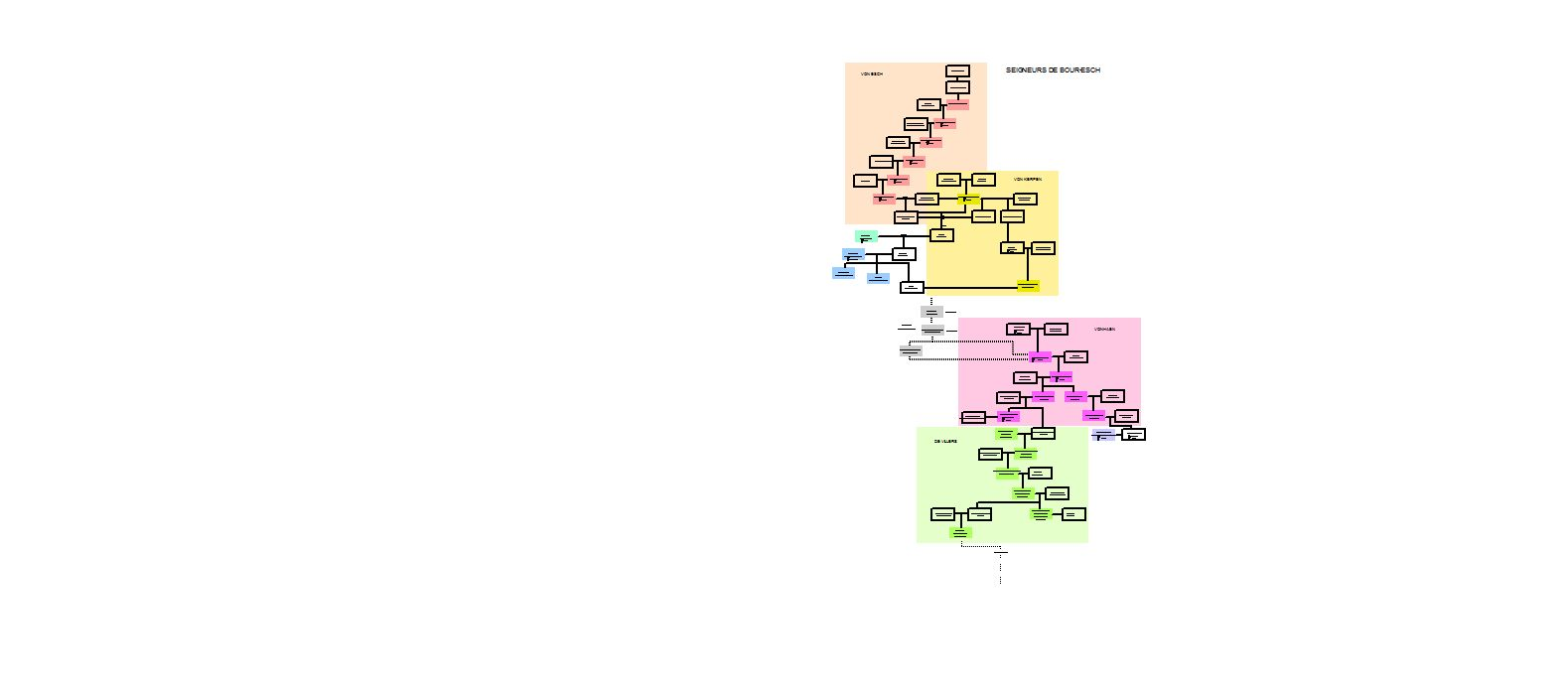
Les seigneurs de Bourg Esch.

### Temps modernes, Révolution française et Empire
Conformément aux dispositions du traité de Vienne (1738), le  duché de Lorraine perd son indépendance et sa souveraineté en 1766 à la suite du décès du duc Stanislas Leszczynski. Schwerdorff devient alors français et est rattaché à la province de Lorraine, née de la fusion des Trois-Évêchés et des anciens duchés nouvellement acquis. En 1790 la France est découpée en départements et Schwerdorff est rattachée à la Moselle.

### Époque contemporaine
En 1871, Schwerdorff est annexé à l'Empire allemand en vertu du traité de Francfort. La commune fait alors partie du district de Lorraine, l’un des trois districts administratifs de l'Alsace-Lorraine.
Conformément à l’article 27 du Traité de Versailles, Schwerdorff redevient française en 1919 et se voit rattachée au nouveau département de la Moselle qui adopte les limites administratives du district de Lorraine.

## Politique et administration

### Liste des maires
| Période                                  | Période     | Identité         | Étiquette | Qualité |
| ---------------------------------------- | ----------- | ---------------- | --------- | ------- |
| Les données manquantes sont à compléter. |             |                  |           |         |
| mars 1995                                | mars 2001   | Pierre Divo      |           |         |
| mars 2001                                | 18 mai 2020 | Jean-Paul Pignon |           |         |
| 18 mai 2020                              | En cours    | Régis Sindt      |           |         |

### Jumelages
Dans le cadre de la coopération décentralisée, un jumelage est un contrat de coopération entre deux communes, généralement de pays différents. La commune de Schwerdorff aurait signé un tel contrat en mai 1993 avec la municipalité de la commune d'Oberesch (Sarre) mais ce contrat n'est pas répertorié dans l'« Atlas français de la coopération décentralisée et des autres actions extérieures », base de données du ministère de l'Europe et des Affaires étrangères.
Par ailleurs, un contrat d'échange aurait été signé  en août 1990 avec la municipalité de la commune française d'Oyré (Vienne).

## Équipements et services publics

### Enseignement
La commune est située dans l'académie de Nancy-Metz.
Elle administre une école maternelle.

## Population et société

### Démographie
L'évolution du nombre d'habitants est connue à travers les recensements de la population effectués dans la commune depuis 1800. Pour les communes de moins de 10 000 habitants, une enquête de recensement portant sur toute la population est réalisée tous les cinq ans, les populations de référence des années intermédiaires étant quant à elles estimées par interpolation ou extrapolation. Pour la commune, le premier recensement exhaustif entrant dans le cadre du nouveau dispositif a été réalisé en 2008.

En 2022, la commune comptait 472 habitants, en stagnation par rapport à 2016 (Moselle : +0,52 %, France hors Mayotte : +2,11 %).
| 1800 | 1806 | 1821 | 1836 | 1841 | 1861 | 1866 | 1871 | 1875 |
| ---- | ---- | ---- | ---- | ---- | ---- | ---- | ---- | ---- |
| 202  | 325  | 629  | 795  | 500  | 605  | 565  | 547  | 564  |

| 1880 | 1885 | 1890 | 1895 | 1900 | 1905 | 1910 | 1921 | 1926 |
| ---- | ---- | ---- | ---- | ---- | ---- | ---- | ---- | ---- |
| 569  | 539  | 529  | 510  | 489  | 477  | 500  | 511  | 504  |

| 1931 | 1936 | 1946 | 1954 | 1962 | 1968 | 1975 | 1982 | 1990 |
| ---- | ---- | ---- | ---- | ---- | ---- | ---- | ---- | ---- |
| 454  | 447  | 407  | 395  | 408  | 396  | 351  | 363  | 384  |

| 1999 | 2006 | 2008 | 2013 | 2018 | 2022 | - | - | - |
| ---- | ---- | ---- | ---- | ---- | ---- | - | - | - |
| 392  | 436  | 448  | 460  | 475  | 472  | - | - | - |

### Sports et loisirs
L'association sportive de Schwerdorff (ASS), créé le 11 mai 1978, présente une équipe de football qui joue en 3e division district.

### Vie associative
Plusieurs associations œuvrent au sein de la commune sont :
- l'amicale des sapeurs-pompiers ;
- l'association "Loisirs et Détente" qui organise plusieurs fêtes de village dans l'année dont son célèbre marché de Noël ;
- la chorale "Le Triolet" qui anime les offices religieux ;
- les P'tis Z'écoliers formé par les parents d'élèves du regroupement scolaire ;
- l’association Schweroliennes Nature et patrimoine tient à faire partager au public le fruit de nombreuses années de collecte[24].

### Cultes
Le territoire de la commune dépend de la communauté de paroisses « Notre-Dame du Grafenthal » qui regroupe treize communes sous la responsabilité de l'archiprêtré de Bouzonville au sein du diocèse de Metz. Le lieu de culte catholique est l'église paroissiale « Assomption de la Bienheureuse Vierge Marie » où le culte est célébré un samedi sur deux.

### Médias
La vie locale est relayée via le quotidien régional Le Républicain lorrain, édition de Saint-Avold - Creutzwald.

## Économie

### Emploi
En 2017, la population âgée de 15 à 64 ans s'élevait à 298 personnes, parmi lesquelles on comptait 229 actifs dont 217 ayant un emploi et 12 chômeurs, soit un taux de chômage de 5,2 %.
On comptait 25 emplois dans la zone d'emploi, contre 16 en 2007. Le nombre d'actifs ayant un emploi résidant dans la zone d'emploi étant de 217, l'indicateur de concentration d'emploi est de 11,6 %, ce qui signifie que la zone d'emploi offre seulement un emploi pour neuf habitants actifs.

### Entreprises et commerces
Schwerdorff était, après la dernière guerre, le village des plâtriers. Deux entreprises majeures œuvraient alors à la construction de nouveaux logements.
Il n'existe pas de site industriel sur le ban de la commune. La majorité des terres sont exploitées par cinq agriculteurs locaux qui pratiquent la culture de céréales diverses ainsi que l'élevage bovin pour la production de viande et de lait.
Au 31 décembre 2018, Schwerdorff comptait 8 établissements dans les activités marchandes (hors agriculture) : 3 dans la construction, 2 dans le commerce de gros et de détail, transports, hébergement et restauration, 1 dans l'Information et communication, et 2 dans d'Autres activités de services.
En 2019, 3 établissements ont été créées à Schwerdorff : 2 dans les activités spécialisées, scientifiques et techniques et activités de services administratifs et de soutien, et 1 dans l'administration publique, enseignement, santé humaine et action sociale.

## Culture locale et patrimoine

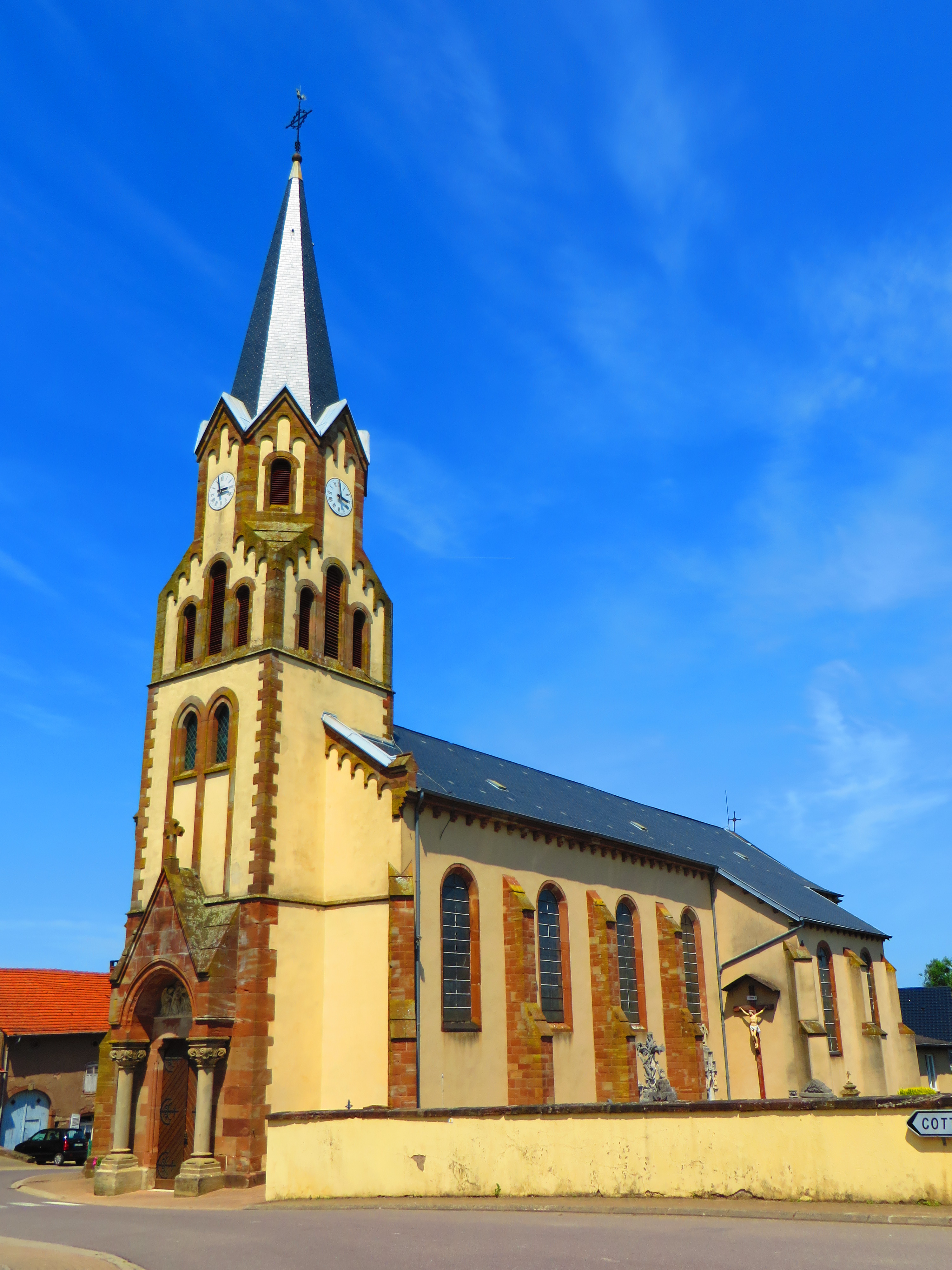
Église Assomption de la Bienheureuse Vierge Marie.

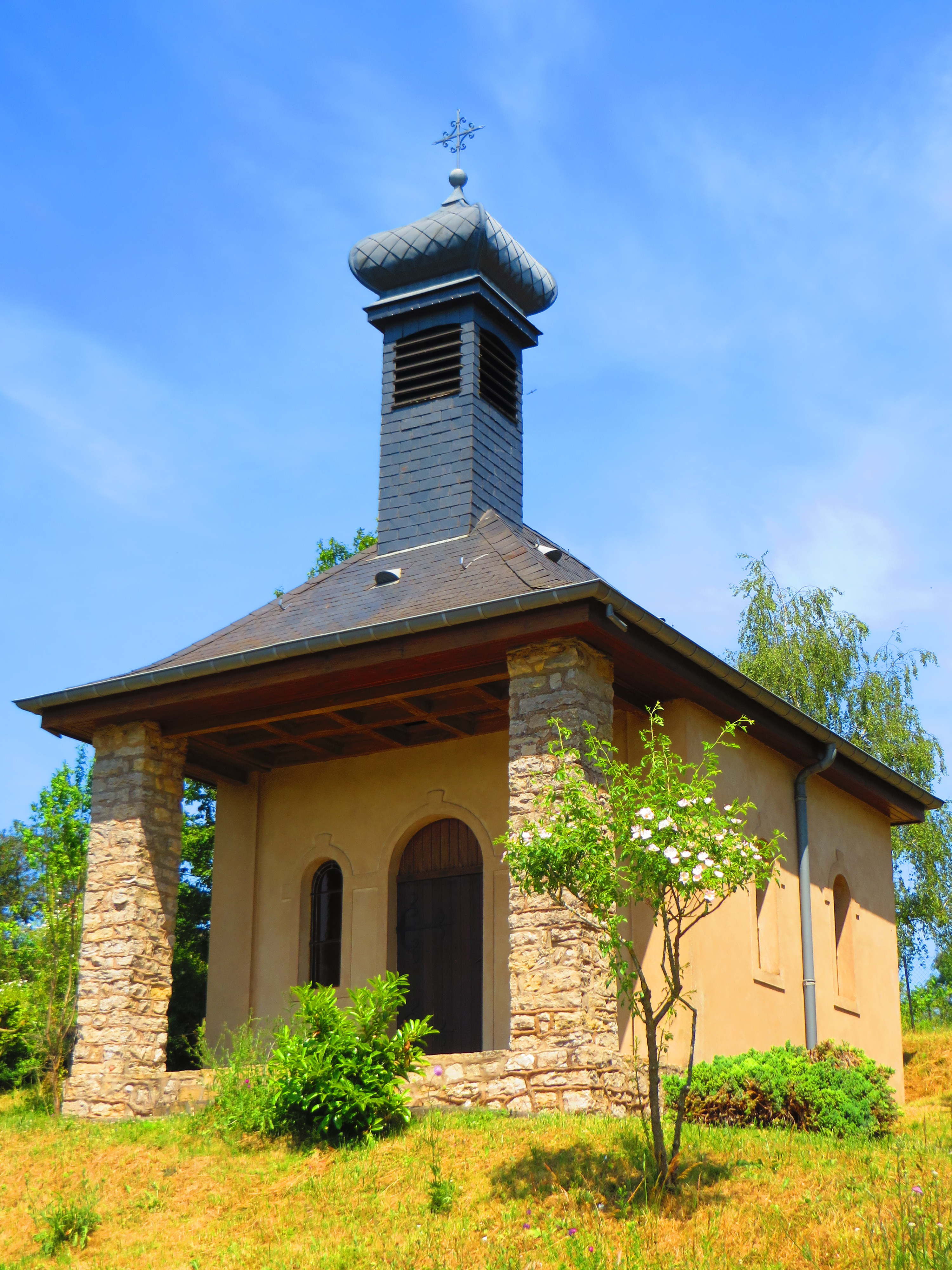
Chapelle du Sacré-Cœur de Otzwiller.

### Lieux et monuments
Les bases de données du ministère de la Culture ne citent aucun lieu ou monument, mais présentent dans la base Mémoire une photo de l'ostensoir placé à l'intérieur de l'église Notre-Dame-de-l'Assomption et daté du premier quart du XIXe siècle.

#### Édifices civils
- Vestiges gallo-romains : grande villa, tessons de céramique.
- Château XVIIIe siècle (quadrilatère fermé avec porche), remanié XIXe siècle et XXe siècle  (actuellement résidence privée). Ne se visite pas.
- Moulin de Grafenthal (résidence privée). Ne se visite pas.

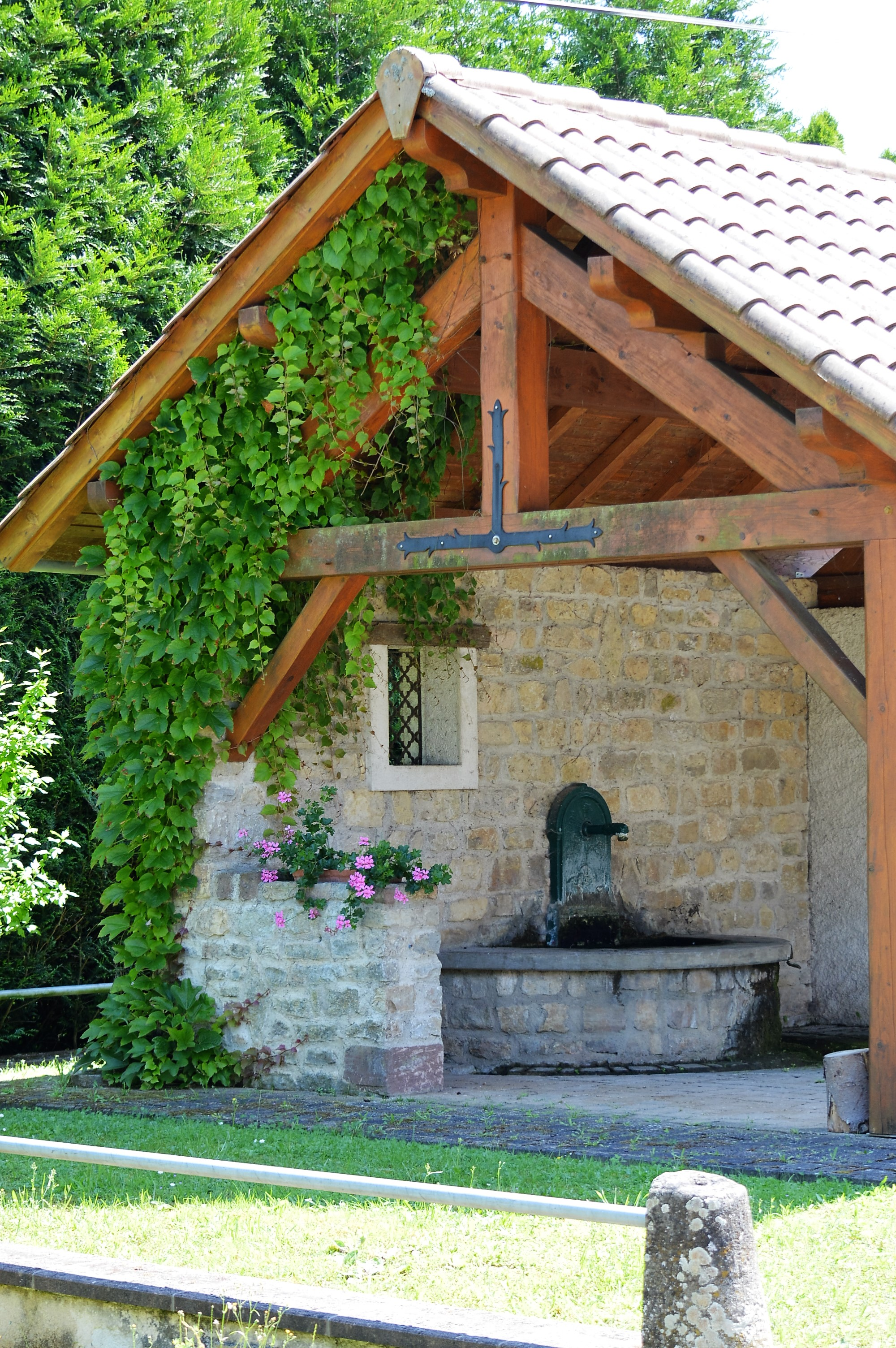
Fontaine (ancien lavoir modifié).
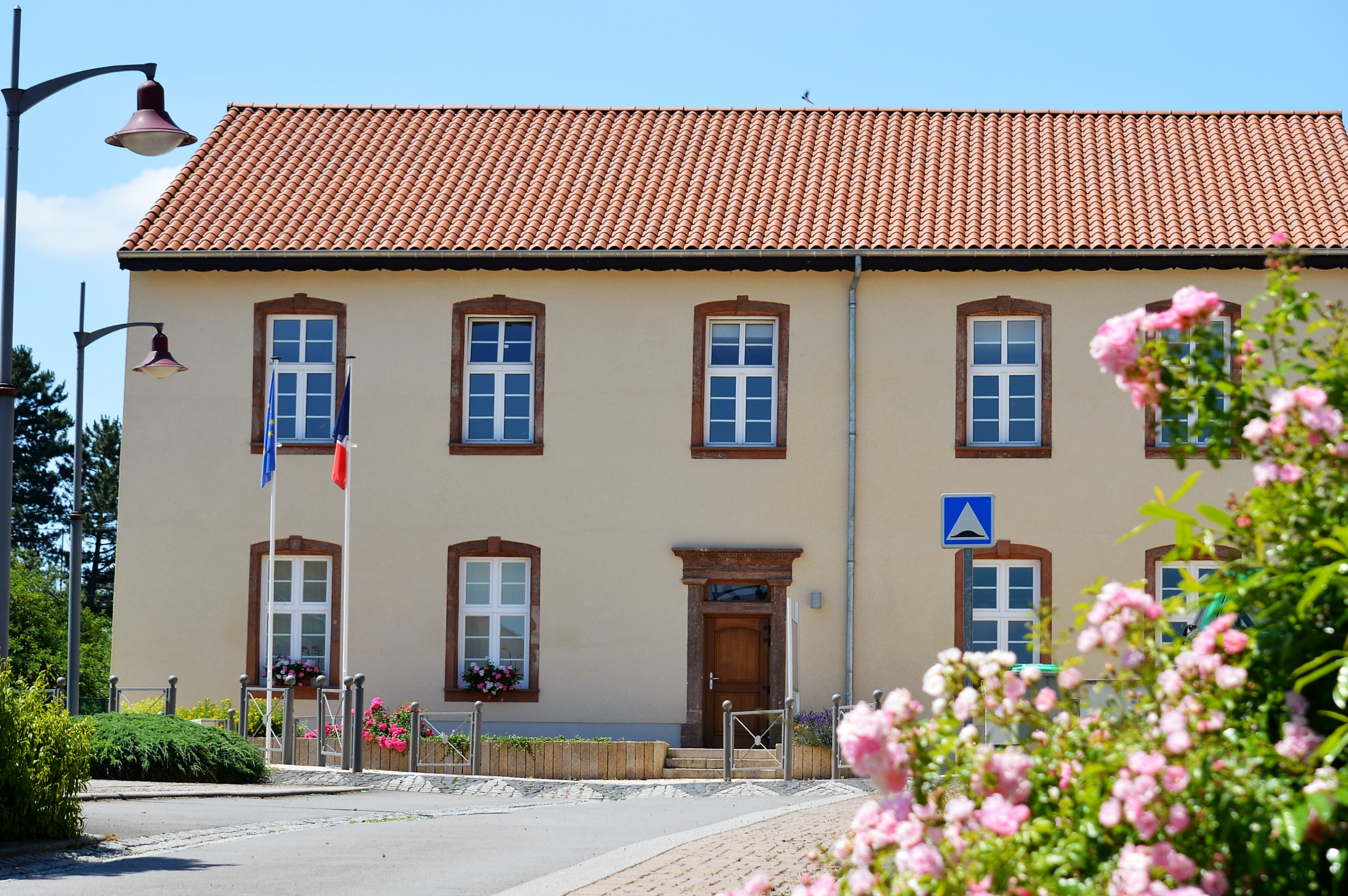
Façade principale de la mairie.
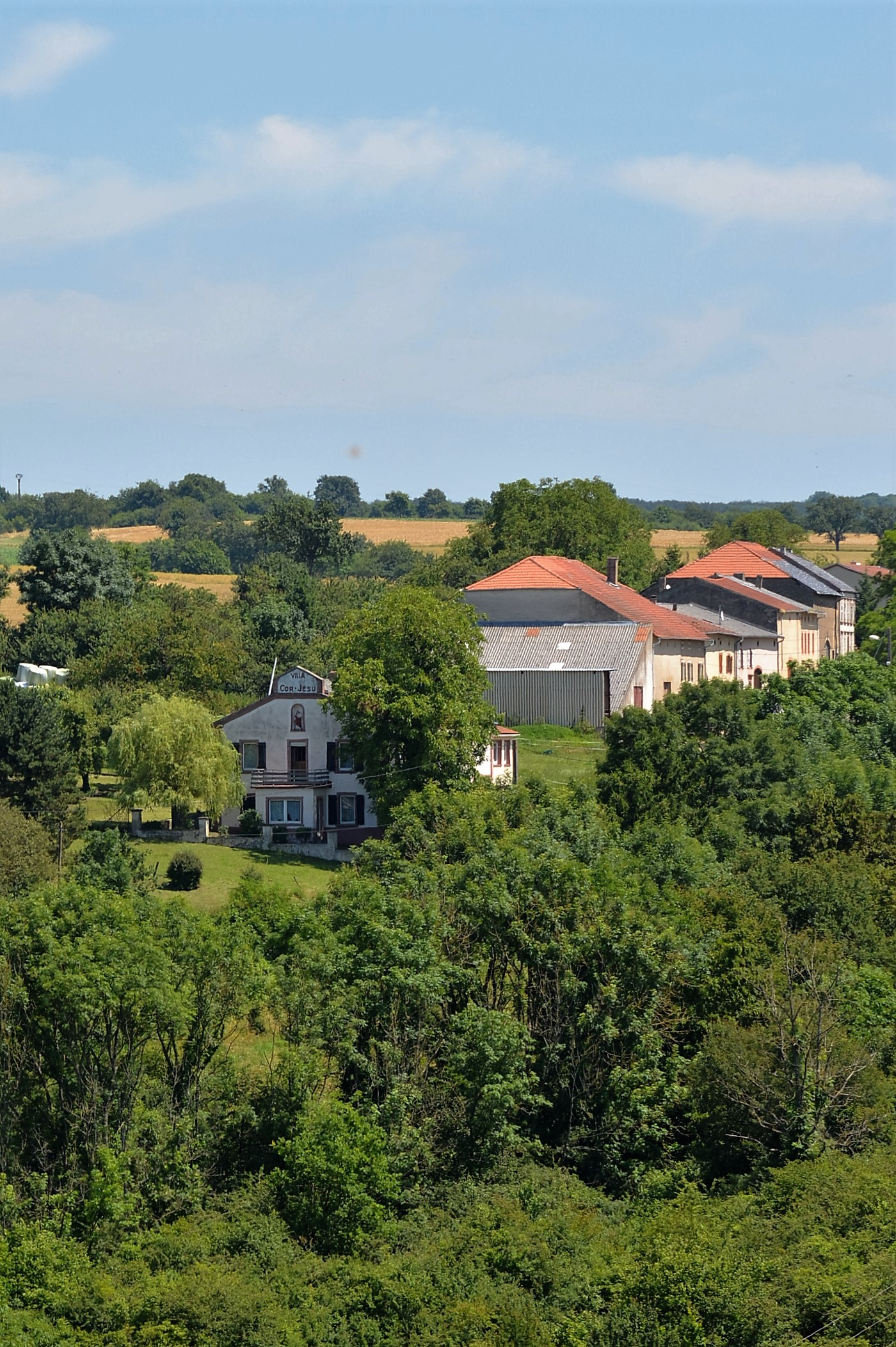
Annexe d'Otzwiller.
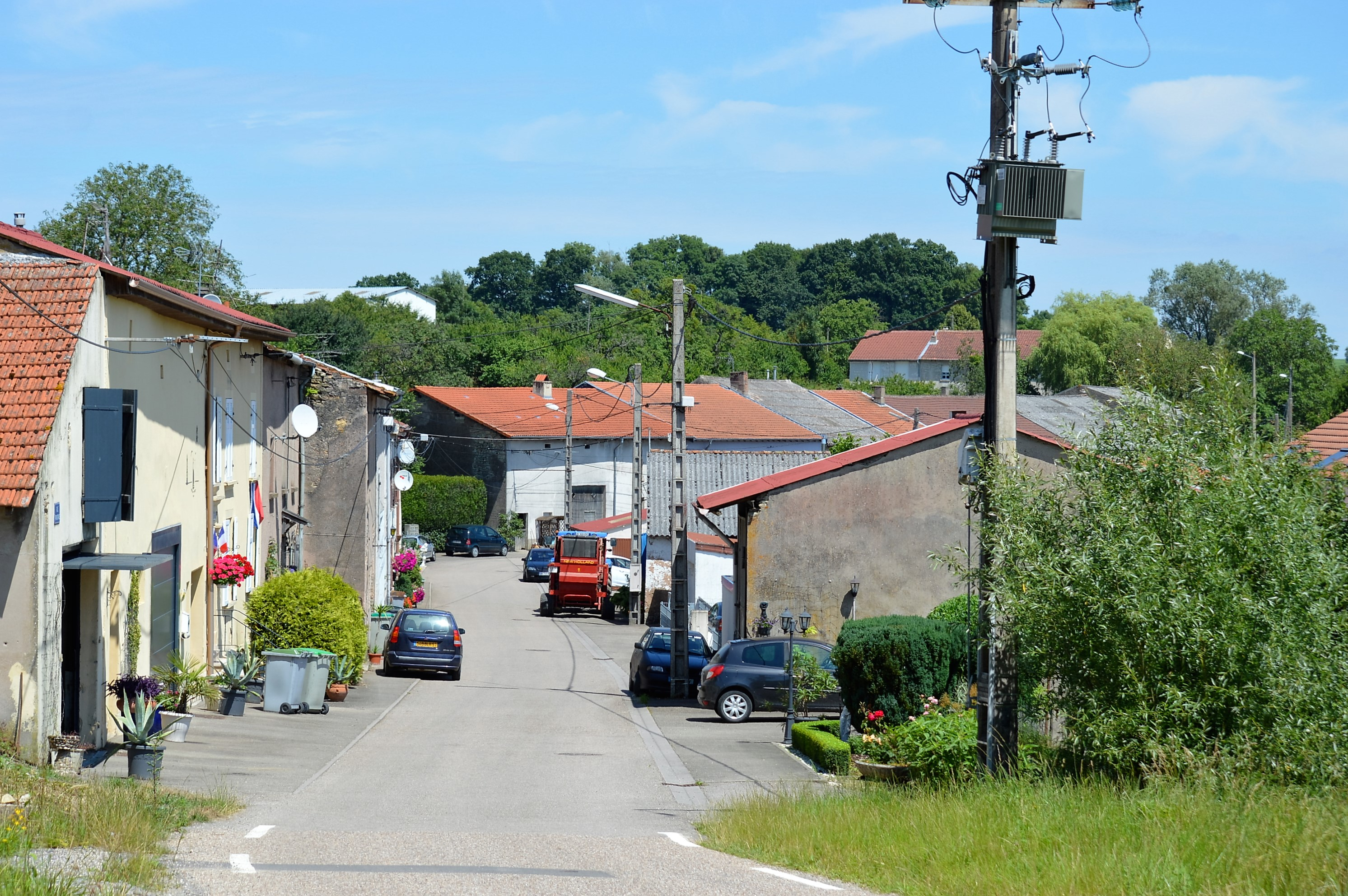
Annexe de Cottendorff.
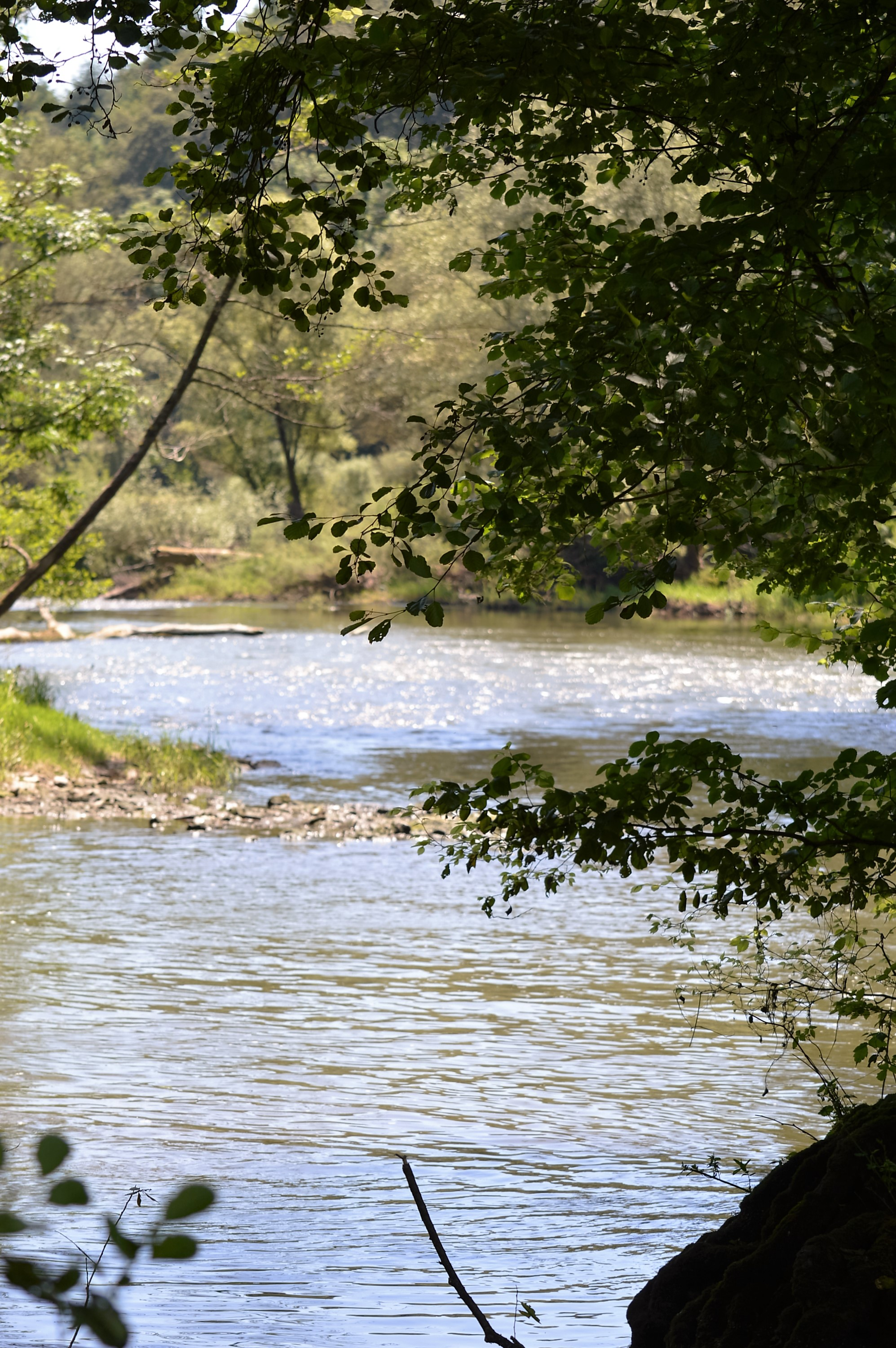
La Nied au Grafental.

#### Édifices religieux
la commune compte deux édifices religieux : d'une part l'église Assomption de la Bienheureuse Vierge Marie, néo-romane, 1886 : orgue Dalstein-Haerpfer, boiseries sculptées, armoiries des Villers, d'Esch, von Haën ; et d'autre part la chapelle du Sacré-Cœur de Otzwiller.

### Personnalités liées à la commune
- Pierre Mouty (d), né à Schwerdorff en 1815, préposé des Douanes à Schreckling, est le premier Français à avoir été tué lors de la Guerre franco-allemande de 1870.

### Héraldique
| Blason de Schwerdorff | Blason  | De gueules à deux fasces d'argent chargées de cinq tourteaux de sable posés 3 - 2.                                                                     |
| Blason de Schwerdorff | Détails | Ce blason est celui de la famille d'Esch, propriétaire du château de Bourg Esch, dès le XIIIe siècle. Le statut officiel du blason reste à déterminer. |

## Pour approfondir